# Lý Nho
Lý Nho (chữ Hán: 李儒, còn viết là Lý Nhu), tự Văn Ưu (文優), không rõ năm sinh năm mất, là một nhân vật lịch sử cuối thời Đông Hán trong lịch sử Trung Quốc.

## Ghi chép lịch sử
Các tài liệu lịch sử không ghi chép rõ ràng xuất thân của Lý Nho, chỉ biết ông có lẽ là người quận Phùng Dực, huyện Cáp Dương. Khi Đổng Trác nắm quyền triều chính, ông được bổ nhiệm làm Lang trung lệnh. Sau khi Đổng Trác bị giết, ông đi theo làm thuộc hạ của Lý Thôi.
Theo Hậu Hán thư và Tư trị thông giám ghi chép lại thì vào năm 190, niên hiệu Sơ Bình năm đầu thời Hán Hiến Đế, Lý Nho bấy giờ là Lang trung lệnh, theo lệnh Đổng Trác phái đi bức tử Hoằng Nông vương (tức Hán Thiếu đế vừa bị giáng).
| “                                | Quân Quan Đông khởi lên, cùng nhau thảo phạt Đổng Trác. Đổng Trác bèn phế bỏ Hoằng Nông vương Lưu Biện, sai Lang trung lệnh Lý Nho dâng độc dược, Lưu Biện không chịu uống, Đổng Trác bèn dùng vũ lực ép buộc." | ” |
| — Hậu Hán thư, kỷ "Hà Hoàng hậu" | |   |

Sách Hậu Hán kỷ chép:
| “                                             | Năm Sơ Bình thứ 3 (192), mùa đông tháng 10, Lý Quyết (tên khác của Lý Thôi) cử Bác sĩ Lý Nho làm Thị trung, Hiến đế hạ chiếu: "Nho trước đây làm Lang trung lệnh thời Hoằng Nông vương, nhưng lại giết anh ta, thành ra kẻ có tội". Quyết đáp lại: "Đó là hành động của Đổng Trác, không phải ý của Nho, không thể phạt người vô tội". | ” |
| — Hậu Hán kỷ, kỷ "Hậu Hán Hiếu Hiến hoàng đế" | |   |

## TheoTam Quốc diễn nghĩa
Trong tác phẩm Tam quốc diễn nghĩa nổi tiếng của La Quán Trung, Lý Nho là mưu sĩ phục vụ dưới quyền Đổng Trác, và cũng là con rể của ông ta. Ông là người cố vấn cho Đổng Trác mọi vấn đề lớn nhỏ, được Trác xem như tay chân thân tín của mình. Lý Nho cũng là người được Đổng Trác sai mang rượu độc đến để bức tử Hán Thiếu Đế và Hà thái hậu sau khi phế truất họ trước đó không lâu, giống như những gì sử sách chép lại. Sau khi đánh liên minh chư hầu thất bại, chính ông đã đề xuất ý kiến với Đổng Trác là nên dời đô từ Lạc Dương tới Trường An.
Sau này, do trúng mỹ nhân kế của tư đồ Vương Doãn, mối quan hệ giữa hai cha con Đổng Trác và Lã Bố xấu đi đáng kể. Lúc đó, Lý Nho đã khuyên Đổng Trác nên gả Điêu Thuyền cho Lã Bố để làm hòa nhưng Đổng Trác không nghe theo. Vương Doãn tận dụng thời cơ đó, bày mưu với Lã Bố để cùng giết Trác. Cuối cùng Đổng Trác bị Vương Doãn và Lã Bố dụ vào thành Trường An giết chết, và Lý Nho cũng bị người nhà trói mang tới nộp. Vương Doãn sai tả hữu mang ông ra chợ chém đầu.
Lý Nho được La Quán Trung miêu tả là một mưu sĩ có tài và trung thành nhưng lại bị mang tiếng là theo nhầm minh chủ vì Đổng Trác là kẻ tàn bạo, nên cũng bị thiên hạ oán ghét. Những hành động tàn ngược của Đổng Trác đều được ông hưởng ứng, giúp đỡ. Khác với sử sách ghi chép, La Quán Trung kể rằng Lý Nho mất vào năm 192, nên ông không phục vụ dưới quyền Lý Thôi và Quách Dĩ như trong thực tế. Ông xuất hiện ở hồi 2 khi Đổng Trác được lệnh của Hà Tiến để đem quân vào kinh trừ khử hoạn quan cho đến hồi 9 khi cả Đổng Trác và ông đều bị giết ở Trường An.